# اس‌زوپیکلون
اس‌زوپیکلون (به انگلیسی: Eszopiclone)، که با نام تجاری لونستا (به انگلیسی: Lunesta) در میان مردم فروخته می‌شود، دارویی است که در درمان بی خوابی استفاده می‌شود. شواهدی از درمان مشکلات خواب خفیف تا متوسط در طی شش ماه وجود دارد. به صورت خوراکی مصرف می‌شود.
عوارض جانبی شایع آن شامل سردرد، سرگیجه، خشکی دهان و تهوع است.